# ロングウッド・アベニュー駅
ロングウッド・アベニュー駅 (英: Longwood Avenue) はブロンクス区ロングウッドのサザン・ブールバードとロングウッド・アベニューの交差点に位置するニューヨーク市地下鉄IRTペラム線の駅である。6系統が終日停車する。

## 駅構造
| G          | 地上階                     | 出入口 |
| P ホーム階 | 相対式ホーム、右側扉が開く | 相対式ホーム、右側扉が開く |
| P ホーム階 | 南行緩行線                 | ← ブルックリン・ブリッジ-シティ・ホール駅行き（東149丁目駅）                                                                                          |
| P ホーム階 | 混雑方向急行線             | ← 平日日中混雑方向：通過 → |
| P ホーム階 | 北行緩行線                 | → 平日午後：パークチェスター駅行き（ハンツ・ポイント・アベニュー駅） → → 平日午後以外：ペラム・ベイ・パーク駅行き（ハンツ・ポイント・アベニュー駅） → |
| P ホーム階 | 相対式ホーム、右側扉が開く | |

駅はペラム線が3番街-138丁目駅からハンツ・ポイント・アベニュー駅まで延伸開業した1919年1月7日に開業した。相対式ホーム2面と緩行線2線・急行線1線を有した2面3線の地下駅で、中央の急行線は平日に<6>系統が通過している。1960年代にホームが延伸されており、この時から南北ホームはずれた位置にある。

### 出入口

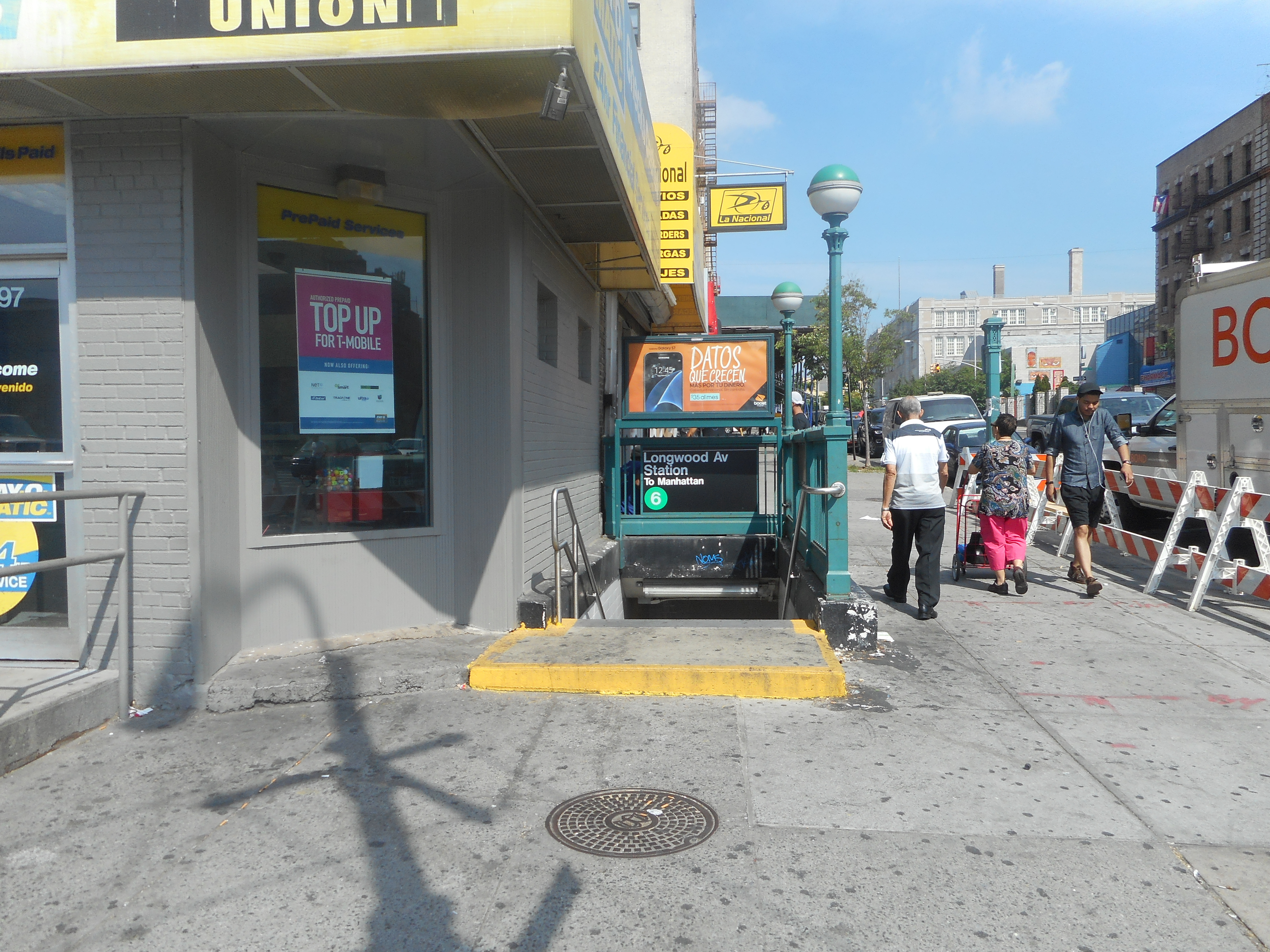
入口

当駅には改札階がなく各ホーム東端に1か所ずつ存在しており、南北ホームで分離している。それぞれの改札口に回転式改札機ときっぷ売り場、地上への階段2つがあり北行ホーム側はサザン・ブールバードとロングウッド・アベニューの交差点南東・南西に、南行ホーム側は同交差点北東・北西に接続している。